# María Alharilla
María de Alharilla Casado Morente (Porcuna, Jaén, Andalucía, España; 13 de noviembre de 1990) es una futbolista española. Juega como centrocampista y su equipo actual es el Levante U.D. de la Primera División Femenina de España.

## Clubes
| Club               | País   | Año       |
| ------------------ | ------ | --------- |
| Atlético Jiennense | España | 2007-2009 |
| Real Jaén          | España | 2009-2010 |
| Sporting de Huelva | España | 2010-2012 |
| Levante U.D.       | España | 2012-     |